# 金瑟罗德
金瑟罗德（德語：Günserode，發音：[ɡʏnzəˈʁoːdə]）是德国图林根州基夫霍伊瑟县曾经的一个市镇，面积8.52平方千米，人口为人。2012年12月31日，金瑟罗德与另外7个市镇合并为新市镇基夫霍伊瑟兰。